# Arteria auricularis profunda
Die Arteria auricularis profunda („tiefe Ohrarterie“) ist eine Schlagader des Kopfes beim Menschen. Sie entspringt dem ersten (retromandibulären) Abschnitt der Oberkieferarterie und zieht, in das Gewebe der Ohrspeicheldrüse eingebettet, zum Ohr. Hinter dem Kiefergelenk tritt sie durch den Knorpel des äußeren Gehörgangs und versorgt die Haut des äußeren Gehörgangs und die Außenseite des Trommelfells. Zudem entsendet sie einen Ast an das Kiefergelenk.